# Гуань Чэньчэнь
Гуань Чэньчэнь (кит. 管晨辰, род. 25 сентября 2004) — китайская гимнастка. Олимпийская чемпионка 2020 в упражнении на бревне. Чемпионка своей страны 2020 года в упражнениях на бревне. Кроме того, два года подряд, в 2020 и 2021 годах, на чемпионате своей страны становилась обладательницей бронзы в командных соревнованиях.

## Карьера

### 2017 год
Гуань участвовала в чемпионате Китая среди юниоров, где заняла третье место среди гимнасток 2003-04 годов рождения.

### 2018 год
В 2018 году Гуань участвовала в чемпионате Китая, где заняла седьмое место в многоборье, также второе место на бревне, седьмое в вольных упражнениях и её команда заняла третье место. В июне она участвовала в чемпионате Китая среди юниоров, где заняла первое место в возрасте 14 и младше. Заняла четвертое место на брусьях, выиграла золото на бревне и завоевала серебро в вольных упражнениях.

### 2019 год
В марте участвовал в City of Jesolo Trophy, где заняла девятое место в многоборье и шестое в опорном прыжке и вольных упражнениях. В мае она участвовала в чемпионате Китая, где заняла восьмое место в многоборье. На чемпионате мира среди юниоров заняла второе место в команде и шестое в опорном прыжке.

### 2020 год
В сентябре дебютировала на чемпионате  Китая. Она заняла первое место в упражнении на бревне, а также третье место в команде, шестое место в многоборье и восьмое место в вольных упражнениях.

### 2021 год
Стала олимпийской чемпионкой в Токио в упражнении на бревне.

## Спортивные достижения

### Юниорские
| Год  | Турнир                           | Команда | Многоборье | Опорный прыжок | Разновысокие брусья | Бревно | Вольные упражнения |
| ---- | -------------------------------- | ------- | ---------- | -------------- | ------------------- | ------ | ------------------ |
| 2017 | Юниорский национальный чемпионат |         | 3          |                | 2                   |        |                    |
| 2018 | Чемпионат Китая                  | 3       | 7          |                |                     | 2      | 3                  |
| 2018 | Юниорский национальный чемпионат |         | 1          |                | 4                   | 1      | 2                  |
| 2019 | City of Jesolo Trophy            |         | 9          | 6              |                     |        | 6                  |
| 2019 | Чемпионат Китая                  | 3       | 8          |                |                     |        |                    |
| 2019 | Чемпионат мира среди юниоров     | 2       |            | 6              |                     |        |                    |
| 2019 | Китайские юношеские игры         | 2       | 4          | 1              | 6                   | 2      |                    |

### Взрослые
| Год  | Турнир                  | Команда | Многоборье | Опорный прыжок | Разновысокие брусья | Бревно | Вольные упражнения |
| ---- | ----------------------- | ------- | ---------- | -------------- | ------------------- | ------ | ------------------ |
| 2020 | Чемпионат Китая         | 3       | 6          |                |                     | 1      | 8                  |
| 2021 | Чемпионат Китая         | 3       | 9          |                |                     | 6      |                    |
| 2021 | Олимпийские игры        |         |            |                |                     | 1      |                    |
| 2021 | Национальные игры Китая | 4       |            |                |                     |        |                    |